# Erwin Schüle
Erwin Schüle (Cannstatt, 2 luglio 1913 – Stoccarda, 5 settembre 1993) è stato un militare e magistrato tedesco, dal dicembre 1958 all'agosto 1966 è stato il primo a capo dell'Ufficio centrale dell'amministrazione statale della giustizia per le indagini sui crimini nazionalsocialisti a Ludwigsburg.

## Biografia
Studiò giurisprudenza all'Università di Tubinga. Divenne membro delle SA nel 1933 e si iscrisse nel NSDAP nel 1937. Durante la seconda guerra mondiale, Schüle fu arruolato nella Wehrmacht e nel marzo del 1945 Schüle fu fatto prigioniero dai sovietici. Fu condannato a morte da un tribunale sovietico nel 1949 per presunti crimini di guerra nei distretti di Volkhovo, Chudovo e Krasnoye Selo. Come membro della 215ª divisione di fanteria, si suppose che Schüle avesse preso parte all'esecuzione di un ragazzo russo e avesse ucciso due cittadini sovietici oltre aver abusato di altri. Tuttavia, la pena fu commutata nella pena detentiva a 25 anni e Schüle fu estradato in Germania nell'aprile 1950.

### Carriera
Dopo il suo rilascio dalla prigionia sovietica fu promosso pubblico ministero a Stoccarda il 1º dicembre 1950 e alto pubblico ministero il 1º marzo 1958. L'informatore Schüles, che fu internato con lui nello stesso campo di prigionia, nel 1951 fu condannato a due anni di reclusione dal tribunale regionale di Amburgo. Schüle rappresentò l'accusa nel processo Ulm Einsatzgruppen.
Dal 1º dicembre 1958, Schüle fu il primo a capo dell'Ufficio centrale dell'amministrazione statale della giustizia per le indagini sui crimini nazionalsocialisti (in tedesco: Zentrale Stelle der Landesjustizverwaltungen zur Aufklärung nationalsozialistischer Verbrechen) a Ludwigsburg. La sua appartenenza all'NSDAP era già nota internamente: secondo lo storico Klaus Bästlein, Schüle condusse con successo una campagna per il rifiuto di sospendere la prescrizione per omicidio colposo, che portò a una corrispondente decisione del Bundestag nel 1960. L'appartenenza di Schüle al NSDAP divenne di dominio pubblico solo nel febbraio 1965 attraverso l'Allgemeine Deutsche Nachrichtendienst.
Nel settembre 1965, l'Unione Sovietica si rivolse al governo federale con una nota, in cui Schüle fu indicato come criminale di guerra. Dal dicembre 1965, il pubblico ministero di Stoccarda avviò un procedimento investigativo contro Schüle sulla base di queste accuse, poi archiviate all'inizio di aprile 1966 "per mancanza di un ragionevole sospetto". In seguito a queste indagini, le autorità sovietiche produssero il film di propaganda Die Sache von Erwin Schüle, realizzato appositamente per questo scopo.
Il 6 aprile 1966, le indagini su Schüle furono riprese dopo che le autorità sovietiche si offrirono di lasciare che i testimoni dell'accusa lasciassero il paese per un confronto con Schüle: queste testimonianze non ressero al confronto e l'indagine contro Schüle fu nuovamente archiviata. Fino al 31 agosto 1966, Schüle fu a capo dell'ufficio centrale e poi lavorò di nuovo come procuratore generale a Stoccarda. Il suo successore presso l'Ufficio Centrale fu Adalbert Rückerl.
Schüle è stato inserito nel Braunbuch della DDR.